# Ambloplites
Az Ambloplites a sugarasúszójú halak (Actinopterygii) osztályának sügéralakúak (Perciformes) rendjébe, ezen belül a díszsügérfélék (Centrarchidae) családjába tartozó nem.

## Tudnivalók
Az Ambloplites-fajok édesvízi halak. A halnem típusfaja, az Ambloplites rupestris.
A halak legnagyobb hossza 30-43 centiméter lehet, míg tömege 450-1400 gramm. Az Ambloplites-fajok a kanadai Hudson-öböltől az Amerikai Egyesült Államokbeli Mississippi folyó alsó szakaszáig megtalálhatók.
A Természetvédelmi Világszövetség (IUCN) szerint az Ambloplites cavifrons Sebezhető faj.

## Rendszerezés
A nembe az alábbi 4 faj tartozik:
- Ambloplites ariommus Viosca, 1936
- Ambloplites cavifrons Cope, 1868
- Ambloplites constellatus Cashner & Suttkus, 1977
- Ambloplites rupestris (Rafinesque, 1817) - típusfaj

## Fordítás
- Ez a szócikk részben vagy egészben  az   Ambloplites című angol Wikipédia-szócikk fordításán alapul.  Az eredeti cikk szerkesztőit annak laptörténete sorolja fel. Ez a jelzés csupán a megfogalmazás eredetét és a szerzői jogokat jelzi, nem szolgál a cikkben szereplő információk forrásmegjelöléseként.